# Gelu Tofan
Gelu Tofan (n. 15 octombrie 1960, Todireni, Regiunea Suceava, România – d. 22 octombrie 2021, Todireni, Botoșani, România) a fost un om de afaceri român.
A fost fondatorul Tofan Grup Internațional, care în 2000 era cel mai mare producător independent de cauciucuri din Europa Centrală și de Est.
În 2001 a vândut către grupul francez Michelin cele două fabrici de anvelope Silvania Zalău și Victoria Florești, dar și firma de reșapare Tofan Recap - în urma unei tranzacții estimate la acea vreme la 100 de milioane de dolari.